# 崔哲浩
崔哲浩（韓語：최철호，1970年3月2日—），韓國男演員。

## 演出作品

### 電視劇
- 2000年：MBC《黃金時代》飾演 趙尚滿
- 2002年：KBS《陽光狩獵》飾演 李武勇
- 2003年：KBS《青青草原》飾演 姜承旻
- 2004年：MBC《烈情》飾演 奉俊泰
- 2004年：SBS《張吉山》
- 2004年：KBS《不滅的李舜臣》飾演 朝鲜宣祖李昖
- 2005年：KBS《危險的愛情》飾演 李江濟
- 2006年：EBS《秘密的校園》
- 2006年：KBS《大祚榮》飾演 乞四比羽
- 2008年：KBS《大姐》飾演 鶴仁
- 2009年：KBS《千秋太后》飾演 高麗景宗王伷
- 2009年：MBC《賢內助女王》飾演 韓俊赫
- 2009年：KBS《夥伴們》飾演 李永宇
- 2009年：KBS《熱血生意人》飾演 姜承柱
- 2010年：KBS《推奴》
- 2010年：MBC《現在還想結婚的女人》飾演 羅磐錫
- 2010年：MBC《同伊》飾演 吳潤
- 2012年：OCN《英雄》飾演 金明哲
- 2012年：JTBC《Love Again》飾演 李泰振
- 2012年：KBS《大王之夢》飾演 毗曇
- 2013年：TBS《Apoyan》
- 2013年：MBC《醜聞：極具衝擊性與不道德的事件》飾演 姜柱畢
- 2014年：KBS《感激時代：鬪神的誕生》飾演 出口新城
- 2014年：MBC《心懷叵測的恢單女》飾演 甘政元
- 2014年：TV朝鮮《火花裡》飾演 崔鍾昊
- 2014年：OCN《神的測驗4》飾演 韓尚宇
- 2014年：KBS《朝鮮槍手》飾演 文一度
- 2014年：KBS《一片丹心蒲公英》飾演 閔康豪
- 2014年：KBS《王的面孔》飾演 鄭汝立
- 2015年：KBS《懲毖錄》飾演 李恆福
- 2017年：SBS《師任堂，光的日記》飾演 閔致炯
- 2017年：KBS《花開了，達順啊》飾演 李載夏
- 2018年：KBS《愛到最後》飾演 白哲所長（中途加入）

### 電影
- 2001年：《愛的色放》
- 2006年：《相愛時我們說的話》
- 2015年：《告白》

## 綜藝節目
- 2005年：MBC《無限挑戰》
- 2007年：KBS《Happy Together Friends》
- 2009年：MBC《無限挑戰》5月30日 客串賢內助女王特輯

## 獎項
- 2009年：MBC演技大賞－優秀賞
- 2009年：KBS演技大賞－男子助演獎

## 外部連結
- NAVER （页面存档备份，存于）